# Hachenberg-Kaserne
Die Hachenberg-Kaserne ist eine Kaserne der Bundeswehr nordöstlich der Gemeinde Erndtebrück am Rothaarsteig.

## Lage
Die Hachenberg-Kaserne liegt nördlich vom Ortskern auf dem Gipfel Hachenberg von Erndtebrück (Nordrhein-Westfalen).

## Geschichte
Im April 1966 wurde die II. Abteilung des Fernmelderegimentes 33 aufgestellt. Am 24. April 1968 nahm die fertiggestellte Luftverteidigungs-Radarstellung den 24-Stunden-Schichtdienst auf. Am 1. August 1971 erfolgte die Auflösung der II. Abteilung des Fernmelderegimentes 33 durch die Verschmelzung mit der neu gegliederten V. Lehrgruppe der Technischen Schule der Luftwaffe 2 (V./TSLw 2). Ab 1994 mit der Fusion der Technischen Schulen der Luftwaffe 1 und 2 zur TSLw 1 in Kaufbeuren (dann V. Lehrgruppe der Technischen Schule 1) der Luftwaffe. Gleichzeitig wurde die Luftwaffensicherungsstaffel (LwSichStff) Kampfführungsanlage Erndtebrück aufgestellt. Zum 1. Oktober 2004 wurde im Rahmen eines feierlichen Appells in der Erndtebrücker Hachenberg-Kaserne die V./Technische Schule der Luftwaffe 1 aufgelöst. Anschließend erfolgte die Neuaufstellung des neuen Einsatzführungsbereich 2.
Der stillgelegte Luftverteidigungsbunker Erndtebrück dient heute teils als Museum.

## Aktuelle Situation

### Stationierte Einheiten / Dienststellen
- Einsatzführungsbereich 2 mit Control and Reporting Centre (L)
- Einsatzführungsausbildungsinspektion 23 (L)
- Air and Space Software Center (L) für die Führungsdienste der Luftwaffe des WaSysUstgZ 2
- Ausbildungsgruppe IV Technisches Ausbildungszentrum der Luftwaffe (L)
- Sanitätsversorgungszentrum Erndtebrück (ZSan)
- weitere kleine Dienststellen

### Einrichtungen
- Casinogesellschaft Hachenberg e.V.[2]